# Тамаш I Моносло
Тамаш (Томас) I Моносло (венг. Monoszló nembeli (I.) Tamás; умер между 1231 и 1237 годами) — венгерский дворянин, который занимал пост бана Славонии в 1228—1229 годах.

## Семья
Представитель венгерского дворянского рода Моносло. Один из трех сыновей Макария I Моносло, который был ишпаном комитата Сольнок в 1192—1193 годах. Его матерью была дочь Петера Дьёра. У него было два брата, Миклош I и Иштван I, которые остались лишь мелкими славонскими землевладельцами без политического значения.
У него было пятеро известных детей. Его сын Гергей II служил ишпаном комитата Крассо около 1255 года и был отцом трех знатных баронов: Эгида II, Гергея III и прелата Петера II. Его второй сын, Тамаш II, оставался маргинальным среди своих современников, но влиятельная семья Чупор 14-15 века происходила из его линии. У Тамаша I также было, по меньшей мере, четыре дочери, три из которых неизвестны, в то время как Набут стала женой Якаба из клана Хедер, правнуке палатина Венгрии Хедера, и была все еще жива в 1283 году.

## Карьера
Тамаш Моносло был сторонником герцога Андраша, который несколько раз поднимал восстания против власти своего старшего брата, короля Имре. Он присутствовал, когда Андраш планировал новое восстание против Имре, но король вошел в лагерь своего брата безоружным и пленил его без сопротивления около Вараждина в октябре 1203 года. Вместе с герцогом Андрашем Тамаш Моносло находился в плену в течение нескольких месяцев, но сторонники герцога освободили их в начале 1204 года. После восшествия Андраша на венгерский престол в мае 1205 года, Тамаш Моносло стал королевским рыцарем. Он участвовал и был серьезно ранен в одной из военных кампании Андраша против Галицкого княжества в конце 1200-х годах. Когда венгерский король Андраш II возглавил Пятый крестовый поход в Святую Землю (1217—1218), группа баронов воспользовалась ситуацией и подняла восстание против королевской власти, но Тамаш сохранил верность Андрашу, когда царство было в состоянии постоянной анархии во время отсутствия короля.
Он служил в качестве ишпана комитата Валко в 1221 году. В следующем 1222 году уже некий Козьма занимал этот пост. Он участвовал в кампании принца Коломана против Галицкого княжества, которая закончилась поражением. В 1228—1229 годах Тамаш Моносло служил в качестве бана Славонии при принце Коломане, который получил от брата титул герцога Славонии в 1226 году. За свои заслуги Тамаш получил земли в комитатах Бач, Чанад и Валко, а также прибыльный рыбный пруд в Загребе. Будучи единственным светским дворянином, Тамаш также получил разрешение от короля Андраша II торговать солью на шести речных судах по реке Марош (Муреш), причем, три раза в год. В 1231 году Тамаш отделил свои собственные земли от родовой собственности. Он скончался до 1237 года, когда его четыре дочери были еще не выданы замуж.